# اقتفاء الشعاع

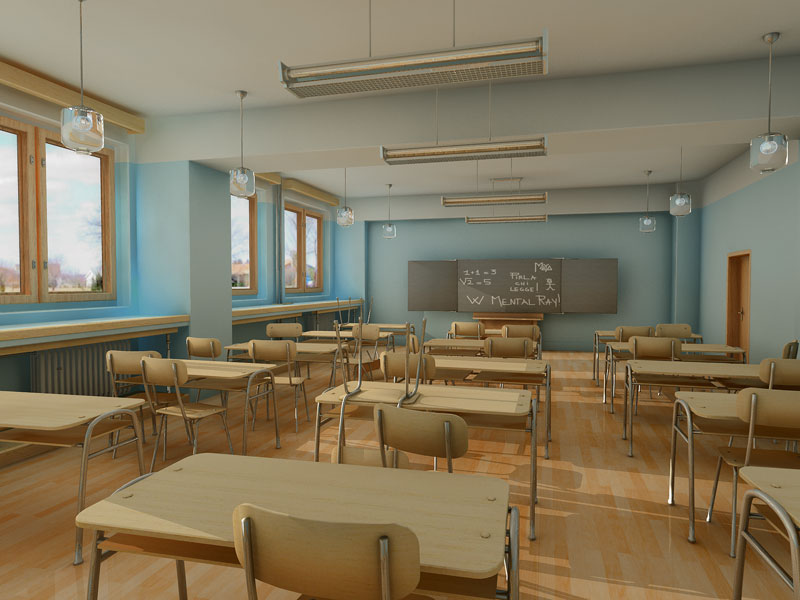
صورة معالجة بتقنية تتبع أثر الشعاع

اِقْتِفَاءُ الشُّعَاعِ أو تعقب الشعاع أو تتبع أثر الشعاع مصطلح يشير إلى أحد التقنيات المتطورة والمعقدة في مجال الرسوميات الحاسوبية، هذه التقنية لها القدرة على توليد صور رقمية لها درجة عالية من الواقعية البصرية بواسطة تعقب مسار شعاع الضوء لكل بكسل في الصورة، ومحاكاة التأثيرات التي قد يصادفها الشعاع عند سقوطه على أحد الأجسام الافتراضية في المشهد الافتراضي.
تتطلب عملية تعقب الشعاع على أجهزة حاسوبية ذات امكانيات وقدرة فائقة في المعالجة، لأنه ينبغي حساب التأثيرات الضوئية ومحاكات الخواص الفيزيائية والظواهر المرئية مثل الانعكاس والانكسار والتبعثر والتشتت، والزيغ اللوني، كما يمكنها محاكات الموجات الصوتية على غرار المحاكاة الضوئية لتتيح تجربة غامرة وأكثر واقعية في تقديم الصدى على سبيل المثال. في الواقع يمكن محاكات أي موجة مادية أو ظاهرة جسيمية إذا كانت تمتاز بخواص خطية أو شبيهة وقريبة منها باستخدام هذه التقنية.
هذه التقنية ملاءمة أكثر للاستخدام في التطبيقات التي تقوم بتوليد الصور الثابتة أو الافلام أو المؤثرات البصرية التلفزيونية (VFX) نظراً لأن معيار الوقت يمكن التغاضي عنه وتحمل المدة الزمنية التي تستغرقها عملية المعالجة لتقديم الصورة، وبالتالي فهي غير مناسبة للتطبيقات التفاعلية والعاب الفيديو بحيث تكون السرعة معياراً وأمرًا بالغ الأهمية لعرض كل إطار بشكل لحظي. ومع ذلك، فإن امكانيات تسريع عتاد الحاسب مكنت بتفعيل هذه التقنية على التطبيقات التفاعلية كما أنها أصبحت معياراً مستحدثاً في البطاقات الرسومية التجارية الجديدة.
تتبع المسار يعتبر أحد أنواع تتبع الشعاع فلها القابلية في محاكاة الظلال الناعمة، عمق الميدان، وتشتت الحركة، والكاوية، وانسداد المحيط، والاضائة الغير مباشرة، تتبع المسار يعتبر نوع من أنواع التصيير غير المتحيز، يجب تتبع عدد كبير من الأشعة للحصول على صور عالية الجودة بدون تشويش أو اخطاء في التمثيل artifact.

## تاريخ

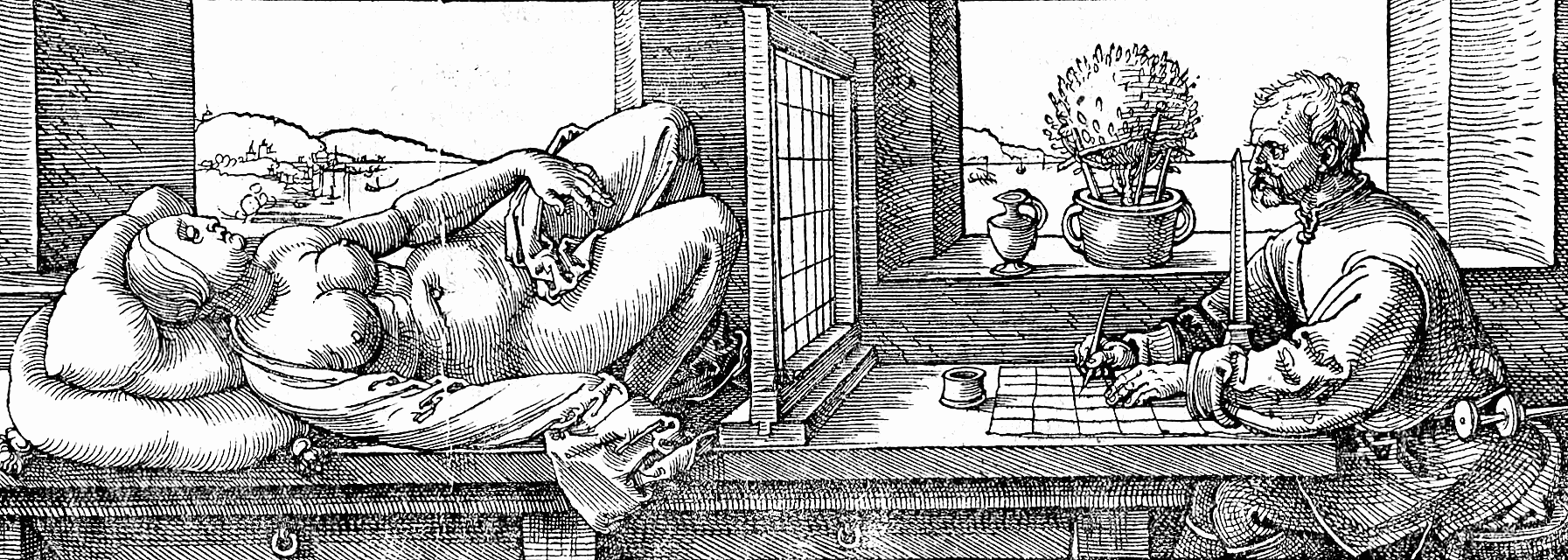
وصف لتتبع الأشعة في عام 1532

فكرة تتبع الأشعة ظهرت في اوائل القرن السادس عشر، عندما وصفها آلبرخت دورر، كما أن هذا الابتكار نسب إليه، في عام 1982 قام سكوت روث باستعمال المصطلح ray casting داخل سياق رسوم الحاسوب.

## نظرة عامة عن الخوارزمية
تتبع الإشعاع البصري يتم توصيفه بأنَّه أُسلوب أو طريقة لإنتاج الصور مُمثلة في بيئة ثلاثية الأبعاد، مع المزيد من الواقعية بنسة أكثر دقة من مثيلاتها ray casting أو scanline rendering. تقوم على نحو التتبعي انطلاقاً من نقطة افتراضية (العين أو الكاميرا) في الفراغ ثلاثي الأبعاد عبوراً بكل بكسل في الشاشة الافتراضية، لحساب قيمة ودرجة اللون للمجسم المرئي من خلال ذلك المسار.
يتم وصف تتبع الأشعة في المشهد بالنموذج الرياضي عن طريق المبرمج، أو عن طريق الفنان (عادةً عن طريق استعمال أدوات وسيطة). من الممكن أن يتضمن المشهد جزء من المعلومات الخارجية مثل الصور، مجسمات تم التقاطها بوسائل مختلفة مثل التصوير الرقمي.
كل إشعاع يجب اختباره، ما إذا كان قد حقق تقاطعاً (Intersection) في نقطة ما مع جميع المجسمات في المشهد، بمجرد التعرف على أقرب مجسم، تقوم الخوارزمية بتقدير نسبة الضوء في تلك النقطة - أي التي حدث عندها التقاطع - وتقوم بفحص خواص المادة للمجسم، ومن ثم يتم دمج تلك المعلومات لحساب القيمة النهاية للّون على ذلك البكسل. بعض الخواص الضوئية قد تتطلب خوارزميات لحساب المواد العاكسة أو الشفافة المزيد من الإشعاعات.

## اقرأ أيضاً
- تصيير (رسوميات حاسوبية)